# David Card
David Card (Guelph, 1956) è un economista canadese, vincitore del premio Nobel per l'economia nel 2021 assieme a Guido W. Imbens e Joshua Angrist. Card ha fornito contributi fondamentali alla ricerca sull'immigrazione, sull'istruzione, sulla formazione professionale e sulla disuguaglianza sociale.

## Biografia
David Card è nato a Guelph, Ontario, nel 1956. I suoi genitori erano produttori di latte. Card ha conseguito il Bachelor of Arts presso la Queen's University nel 1978 e il dottorato in economia nel 1983 presso la Princeton University. La sua tesi: "Indicizzazione nei contratti di lavoro a lungo termine", sotto la supervisione di Orley Ashenfelter.
Card ha iniziato la sua carriera presso la University of Chicago Graduate School of Business, dove è stato assistente di Economia Aziendale per 2 anni. Ha fatto parte della facoltà dell'Università di Princeton dal 1983 al 1997, prima di trasferirsi a Berkeley; dal 1990 al 1991 è stato visiting professor alla Columbia University. Dal 1988 al 1992, Card è stato Associate Editor del Journal of Labor Economics e dal 1993 al 1997 è stato co-editore di Econometrica. Dal 2002 al 2005 è stato co-editore di The American Economic Review.

## Lavori accademici
All'inizio degli anni '90, Card ha ricevuto molta attenzione per la sua scoperta, insieme al suo collega dell'Università di Princeton Alan B. Krueger, che, contrariamente alle convinzioni ampiamente accettate tra gli economisti, l'aumento del salario minimo nel New Jersey non ha comportato una riduzione dei posti di lavoro delle aziende di fast food in quello stato.  Mentre la metodologia e la sua affermazione sono state contestate, studi successivi sugli aumenti del salario minimo hanno teso a confermare i risultati di Card e Krueger; molti economisti, tra cui Joseph Stiglitz e Paul Krugman, accettano questi risultati.
David Card ha anche contribuito alla ricerca sull'immigrazione, l'istruzione, la formazione professionale e la disuguaglianza. Gran parte del lavoro di Card si concentra su un confronto tra gli Stati Uniti e il Canada in varie situazioni. Per quanto riguarda l'immigrazione, la ricerca di Card ha dimostrato che l'impatto economico dei nuovi immigrati è minimo. Card ha condotto diversi studi di casi sulla rapida assimilazione dei gruppi di immigrati, scoprendo che hanno un impatto minimo o nullo sui salari. Ad esempio, Card ha studiato l'impatto economico del ponte di Mariel e ha confrontato gli effetti economici di Miami con quelli di Atlanta, Houston, Los Angeles e Tampa, che accolgono meno immigrati cubani.  Card ha scoperto che, nonostante il drastico aumento del 7% della manodopera poco qualificata a Miami, i salari per i lavoratori poco qualificati non sono stati colpiti in modo significativo. Inoltre, ha scoperto che i tassi di disoccupazione complessivi e i salari per il mercato del lavoro nel suo complesso a Miami sono rimasti invariati a causa dell'improvviso afflusso di immigrati.  In un'intervista con il New York Times, Card ha detto: "Onestamente penso che gli argomenti economici [contro l'immigrazione] siano di secondo ordine. Sono quasi irrilevanti".  Ciò non implica, tuttavia, che Card ritenga che l'immigrazione debba essere aumentata, ma solo se gli immigrati non rappresentano una minaccia per il mercato del lavoro.
Nonostante il fatto che Card a volte faccia ricerche su questioni con forti implicazioni politiche, non prende pubblicamente posizione su argomenti politici o dà suggerimenti politici. Il suo lavoro viene regolarmente citato a sostegno dell'aumento dell'immigrazione e della legislazione sul salario minimo.